# Ensayo de hemaglutinación

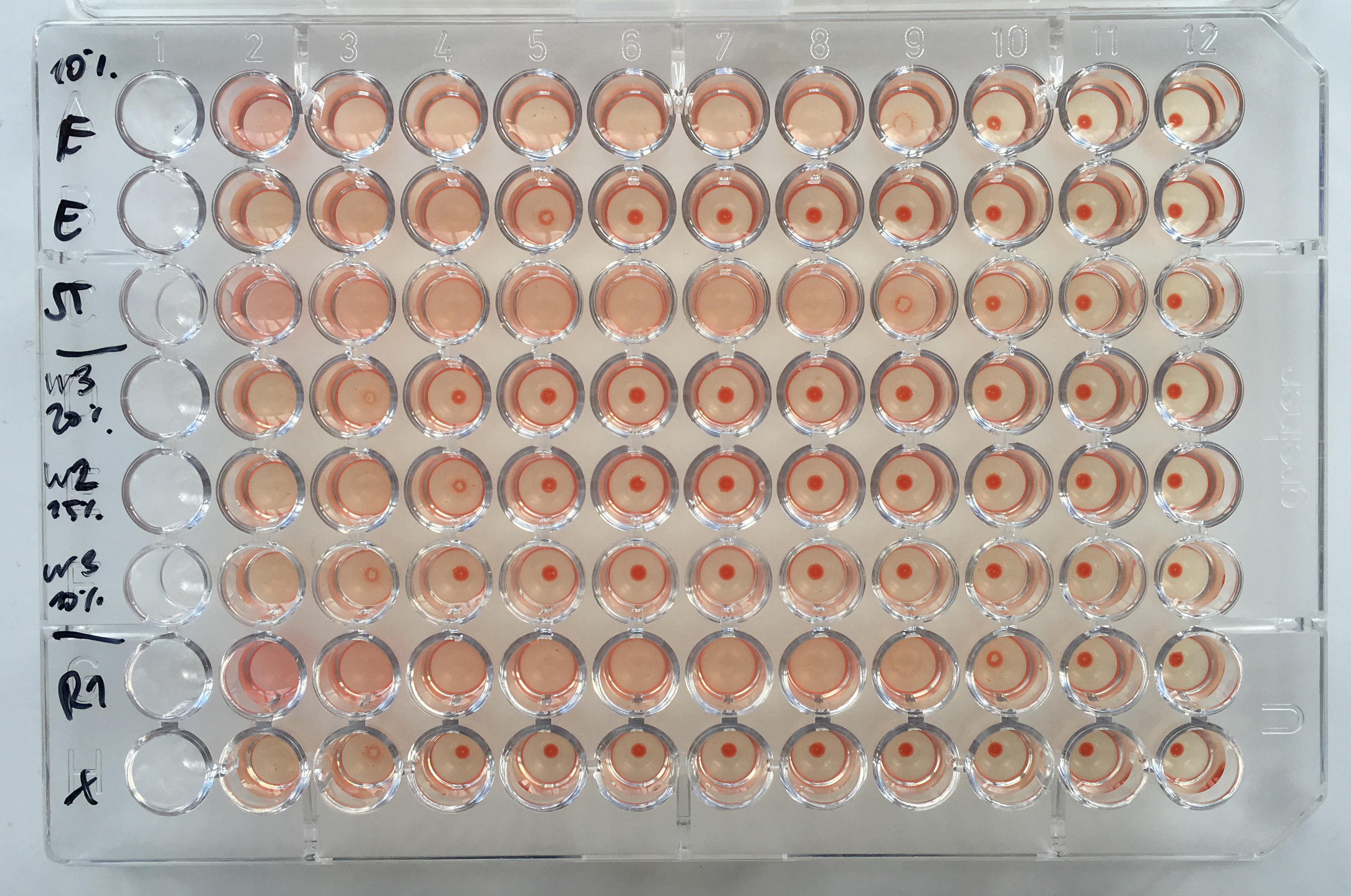
Ensayo de hemaglutinación de diferentes muestras de gripe diluidas de izquierda a derecha.

El ensayo de hemaglutinación (HA por sus siglas en inglés) y el ensayo de inhibición de la hemaglutinación (HI o HAI por sus siglas en inglés) fueron desarrollados de 1941 a 1942 por el virólogo estadounidense George Hirst como métodos para cuantificar la concentración relativa de virus, bacterias o anticuerpos.
El HA y el HI aplican el proceso de la hemaglutinación, en el que los receptores de ácido siálico de la superficie de los glóbulos rojos (RBC por sus siglas en inglés, o eritrocitos) se unen a la glicoproteína de hemaglutinina que se encuentra en la superficie del virus de la gripe (y de otros virus varios) y crean una red, o una estructura en celosía, de partículas interconectadas de eritrocitos y de virus.
Este entramado aglutinado mantiene los eritrocitos en una distribución en suspensión, generalmente vista como una solución rojiza difusa.La formación del entramado depende de las concentraciones de virus y de eritrocitos, y cuando la concentración relativa de virus es demasiado baja, los eritrocitos no están constreñidos por el entramado y se asientan en el fondo del pocillo. La hemaglutinación se observa en presencia de estafilococos, vibrios y otras especies bacterianas de manera similar al mecanismo que utilizan los virus para causar la aglutinación de los eritrocitos. Los eritrocitos utilizados en los ensayos de HA y HI provienen generalmente de pollos, pavos, caballos, cobayas o humanos, dependiendo de los criterios de selección del virus o la bacteria objetivo, y de los receptores de superficie asociados en los eritrocitos.

## Procedimiento
Un procedimiento general para el HA es el siguiente: se prepara una dilución seriada del virus a lo largo de las filas de una placa de microtitulación de 96 pocillos con el fondo en forma de U o V. La muestra más concentrada en el primer pocillo a menudo se diluye para ser 1/5x de la preparación, y los pocillos subsiguientes suelen ser diluciones dobles (1/10, 1/20, 1/40, etc.). El pocillo final sirve como control negativo, sin ningún virus. Cada fila de la placa suele contener un virus diferente y el mismo patrón de diluciones. Después de las diluciones seriadas, se agrega una concentración estandarizada de eritrocitos a cada pocillo, y se mezcla con suavidad. La placa se incuba durante 30 minutos a temperatura ambiente.Después del período de incubación, el ensayo puede ser analizado para distinguir entre los pocillos donde hay aglutinación y donde no la hay. Las imágenes a lo largo de una fila suelen evolucionar desde pocillos con aglutinación con alta concentración viral y una apariencia rojiza difusa, hasta una serie de pocillos con bajas concentraciones de virus que muestran en el centro del pocillo una bolita o botón rojo oscuro. Los pocillos de baja concentración parecen casi idénticos al pocillo de control negativo sin virus. La apariencia de botón se produce porque los eritrocitos no se mantienen en la estructura del entramado aglutinado, y se asientan en el punto más bajo del pocillo con el fondo en forma de U o V.La transición de los pocillos aglutinados a los no aglutinados se produce de forma diferenciada, entre 1 y 2 pocillos.
La concentración relativa, o título, de la muestra del virus se basa en el último pocillo de aspecto aglutinado, inmediatamente antes de que se observe un botón. En relación con la concentración inicial de la reserva de virus, la concentración del virus en este pocillo será cierta dilución de la reserva, por ejemplo, 1/40. El valor del título de esta muestra es el inverso de la dilución, es decir, 40. En algunos casos, el virus está tan diluido inicialmente que nunca se llegan a observar pocillos aglutinados. En ese caso, al título de estas muestras se le suele asignar el 5, indicando la mayor concentración posible, pero la exactitud de ese valor es claramente baja. Alternativamente, si la concentración relativa del virus es extremadamente alta y los pocillos nunca se transforman en los de apariencia de botón,entonces, al valor del título se le suele asignar la dilución más alta, como por ejemplo 5120.
El HI está estrechamente relacionado con el ensayo HA, pero incluye anticuerpos antivirales a modo de «inhibidores» para interferir en la interacción entre virus y eritrocitos. El objetivo es caracterizar la concentración de anticuerpos en el antisuero o en otras muestras que contengan anticuerpos.. Por lo general, el ensayo de HI se realiza creando una serie de diluciones de antisuero a lo largo de las filas de una placa de microtitulación de 96 pocillos. Cada fila suele contener una muestra diferente. Se añade una cantidad estandarizada de virus o bacterias en cada pocillo, y se permite que la mezcla se incube a temperatura ambiente durante 30 minutos. El último pocillo de cada fila será un control negativo sin presencia de virus. Durante la incubación, los anticuerpos se unen a las partículas virales y, si la concentración y la afinidad de unión de los anticuerpos son lo suficientemente altas, efectivamente se impide que las partículas virales causen hemaglutinación.
A continuación, se añade una cantidad estandarizada de eritrocitos a cada pocillo y se le permite la incubación a temperatura ambiente durante 30 minutos más. Las imágenes de la placa HI resultantes suelen evolucionar desde no aglutinadas, con los pocillos «botón» con elevada concentración de anticuerpos, hasta aglutinadas, con los pocillos rojos difusos con baja concentración de anticuerpos. El valor del título de HI es el inverso de la última dilución de suero que inhibió completamente la hemaglutinación.
Las descripciones anteriores de los procesos de HA y HI son generales, y los detalles específicos pueden variar según el operador y el laboratorio. Por ejemplo, se describen diluciones seriadas a lo largo de las filas, pero algunos laboratorios usan una orientación alternativa y, en su lugar, realizan las diluciones a lo largo de las columna. Del mismo modo, la dilución inicial, el factor de dilución seriada, los tiempos de incubación, y la elección del fondo de la placa en U o V dependerán de cada laboratorio.

## Ventajas
El HA y el HI tienen la ventaja de que los ensayos son sencillos, utilizan instrumentos y material relativamente económicos y accesibles, y proporcionan resultados en unas pocas horas.Por otro lado, los ensayos están bien consolidados en muchos laboratorios de todo el mundo, lo que permite cierta medida de credibilidad, comparación y estandarización.

## Limitaciones
Para obtener unos resultados óptimos y fiables es necesario controlar diversas variables, como los tiempos de incubación, la concentración de glóbulos rojos y el tipo de glóbulos rojos. Ciertos factores inespecíficos en la muestra pueden provocar interferencias y llevar a valores de título incorrectos. Por ejemplo, las moléculas de la muestra distintas de los anticuerpos específicos del virus pueden inhibir la aglutinación entre virus y eritrocitos, así como bloquear potencialmente la unión del anticuerpo al virus. Las enzimas destructoras de receptores (RDE, por sus siglas en inglés) se utilizan comúnmente para tratar las muestras antes del análisis para evitar inhibiciones inespecíficas. El análisis de los resultados del HA o del HI requiere de una persona cualificada que realice la lectura de la placa y determine los valores de los títulos. El método de interpretación manual da lugar a más opciones de discrepancia en el ensayo, porque los resultados pueden ser subjetivos y la coincidencia entre diferentes lectores humanos es inconsistente. Además, no existe un registro digital de las determinaciones de la placa o del título, por lo que la interpretación inicial es tediosa y se suelen tener que realizar repeticiones. El rango de posibles variables y diferencias entre los lectores expertos puede dificultar la comparación de los resultados entre laboratorios.